# Екклесія

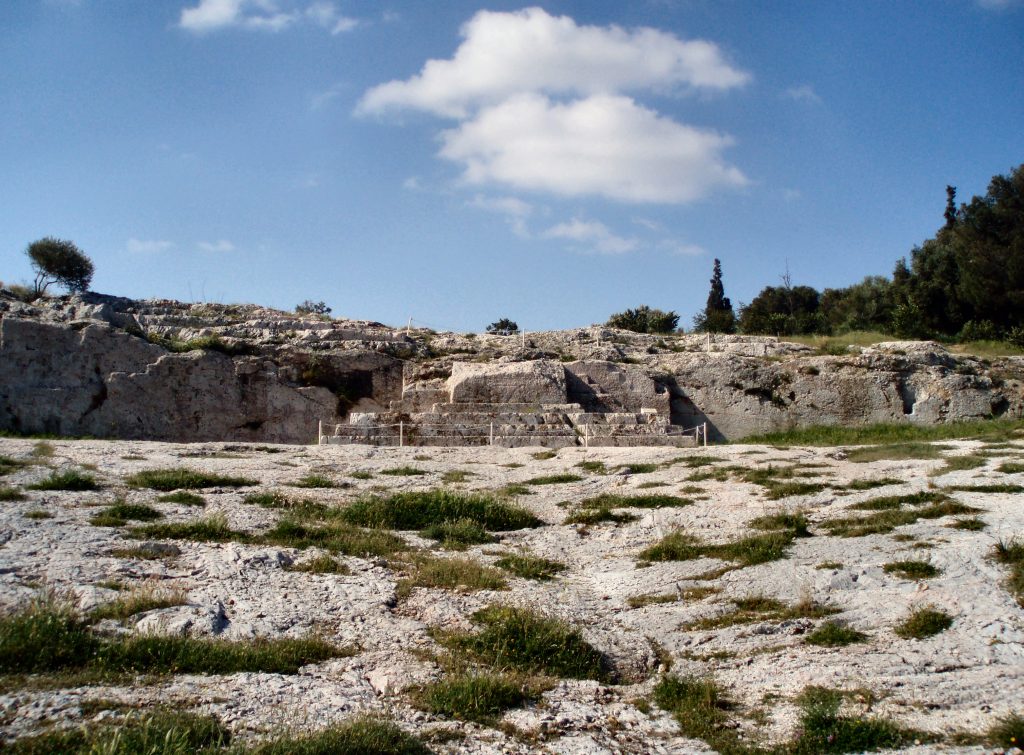
Пнікс — трибуна оратора

Екклезія (дав.-гр. ᾽Εκκλησία) — народні збори в Стародавніх Афінах в період золотої афінської доби — Афінської демократії під проводом Перикла. Для залагодження соціальних конфліктів та суперечок екклесія була наділена повноваженнями обирати посередника із необмеженими повноваженнями — айсимнета, з яких найвідомішим був Солон. Щорічно екклесія обирала й агоранома.
Засідання Народних зборів первісно відбувались на пагорбі Пнікс біля підніжжя Афінського акрополя, але пізніше були перенесені до театру Діоніса. Згодом зали для засідань Народних зборів називались еклесіастеріями.
Хоча переважно, під екклесією розуміють Народні збори в Афінах, екклесії існували і в інших грецьких містах. В деяких з них мали свої особливі назви — апелла в Спарті, агора в Дельфах і містах Фессалії, алія — в Аргосі, Гелі, Акраганті тощо.

## Повноваження екклесії
На народних зборах лежали наступні справи та обов'язки:
сприяння законодавчій діяльності
У перших Народних зборах року голови пропонували питання, чи всі закони повинні бути залишені без зміни або ж необхідні зміни. Для більшої наочності фесмофети повинні були зібрати застарілі або суперечливі закони, але ще не знищені форменно постанови та подати їх народу. Крім того, кожному надавалось право робити від себе пропозиції. Водночас той, хто виносив пропозицію на розгляд Екклесії навіть у разі її прийняття відповідав за неї впродовж року і міг бути звинувачений у незаконності (παρανόμων), тоді заводилась карна справа — Γραφη.
Запропоновані закони (адже вважалось, що кожний поданий на скасування закон, мав замінюватись новим) виставлялися для публічного ознайомлення. Народ обирав захисників старих законів, а в третіх народних зборах номофетів — з числа геліастів поточного року, перед якими відбувався формальний судовий процес старого і нового закону. Перший захищали сінегори, другий — той, хто його запропонував. Рішення належало номофетам під головуванням фесмофетів, але рішення це, якщо воно було на користь нового закону, так само як і резолюція (ψήφισμα), могло підлягати покаранню Γραφη за незаконність і затвердження його, так само як і відхилення, залежало від вироку суддів.
Весь перебіг справи називався ἐπιχειροτονία νόμων (епіхіротонія закону, див. хіротонія). У пізніші часи народ часто обходив цю сувору форму і заміняв закони своїми постановами.
обрання посадових осіб
Обрання посадових осіб відбувалося за допомогою координації, а не за жеребом, за демократичнимм настановами Клісфена. Вибір зберігся для тих осіб, посади яких вимагали особливої здатності і гарантії щодо стану, зокрема військові і фінансові посадах і деякі інші. Виборні збори, час яких не може бути точно визначеним, називалися архересії (ἀρχαιρεσίαι). Головування в них мали 9 архонтів. Кандидати називалися спудархами (σπουδάρχαι,), домагатися посади, тобто балотування, — позначалось словами ἀρχαιρεσιάζειν, σπουδαρχια̃ν.
Посадові особи могли бути зміщені, а тому в першому зібранні всякої пританії архонти ставили питання, чи повинні бути службовці залишені на своїх посадах або ж замінені.
постанови проти окремих осіб, остракізм
На вигнання через остракізм не можна дивитися як на покарання, оскільки воно в дійсності не мало ніяких негативних наслідків ні для честі, ні для майна вигнаного. У зборах перед початком сьомої пританії ставилося запитання, чи є необхідність у застосуванні остракізму до окремих особистостей (звісно, з політичних причин).
Якщо лунала стверджувальна відповідь, то кожен, хто бажав чийогось вигнання, повинен був у зборах написати його ім'я на остраконі. Хто мав проти себе 6 000 голосів, повинен був залишити місто на 10, пізніше — на 5 років, але міг бути повернений за рішенням демосу. Останній, вигнаний остракізмом, був Гіпербол в 417 до н. е.
суддівські обов'язки
Демос наділявся суддівськими обов'язками лише в надзвичайних випадках стосовно тих, хто переслідувався через ейсангелію (εἰσαγγελία), хоча і тут в більшості випадків останнє рішення належало суду (див. ейсангелія). При розгляді (προβολή) вирок народу мав лише попереднє значення і, за законом, не мав ніякого впливу на вирок суду, обвинувачення проти посадових осіб виносились на народні збори, але вирішувалися суддями;
верховенство у загальнодержавних справах
Рішення Народних зборів мало верховне значення в усіх державних справах: про війну і мир, про союзи і договори з іншими державами. Повноваження послів виходили від народу. Посли, що повертались в Афіни, так само як посли іноземних держав, приймалися у народних зборах, з'явившись попередньо в раді.
Також витрати заганодержавних коштів, так само як і зміна розміру податків і мит, залежали від рішення народу. До компетенції екклесії відносилися і питання релігії, наприклад, прийняття нових культів обговорювалось усім демосом. Народ також роздавав почесті окремим громадянам, зокрема вінки, стіл в Пританейоні тощо. Нарешті народ дарував афінське громадянство іноземцям.

## Принципи функціонування

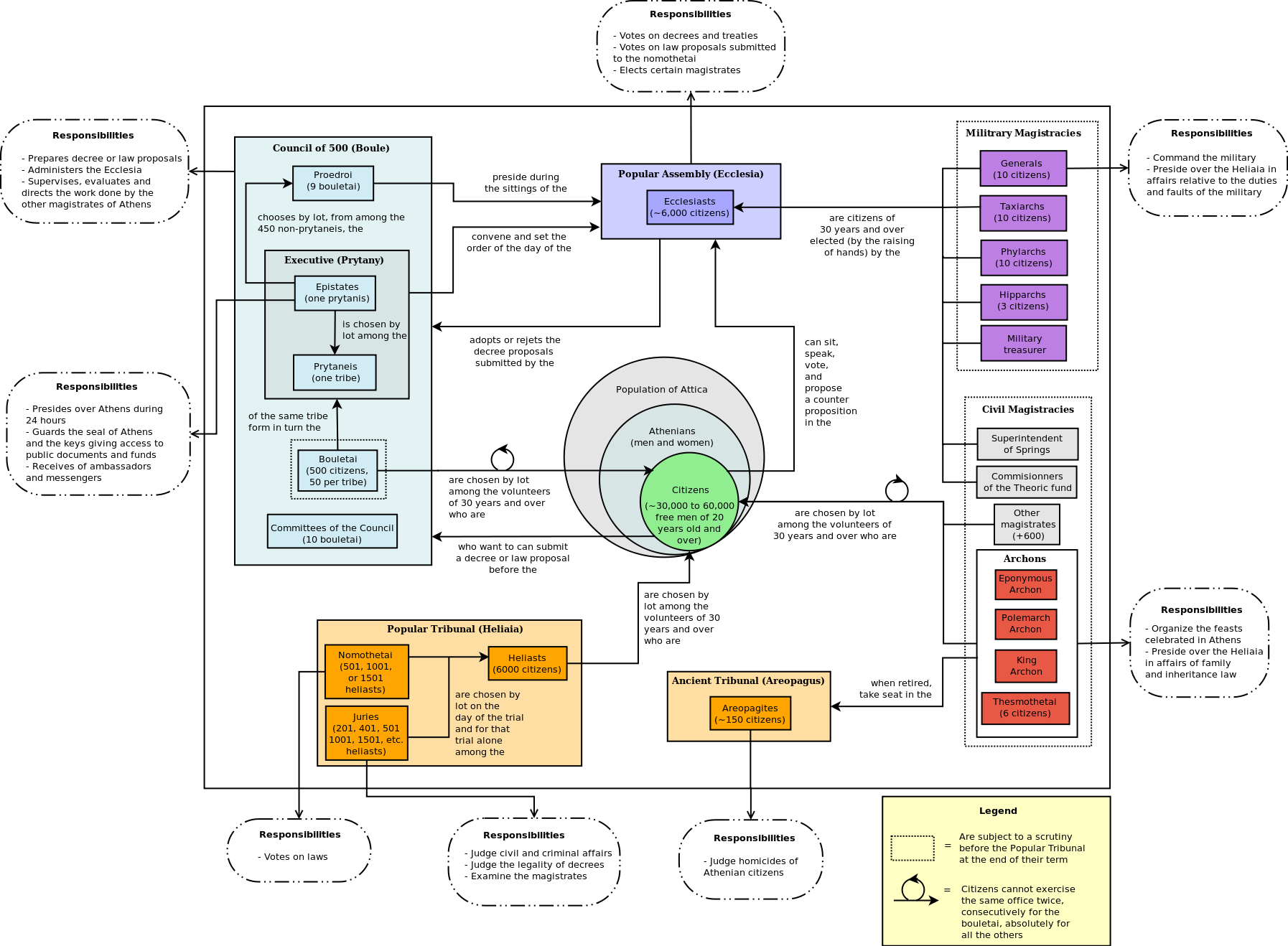
Схематичне зображення ідеї Афінської Конституції, запропанованої Аристотелем в 4 столітті до н. е. Екклесія представлена малим синім прямокутником вгорі.

Афінська еклесія — збори всього демосу — громадян віком починаючи від 20 років (ἀγοραί суть зборів філ і демів). У будь-якій пританії було по 4 чергових (νόμιμοι) зборів. Перші називалося κυρία (у минулі часи, ймовірно, єдині в пританії); іноді і всі 4 називаються κύριαι. В особливих випадках, які вимагали негайного виконання, скликалися також громадяни з сіл на надзвичайні збори, які називали σύγκλητος, або κατάκλητος ἐκκλησία, також κατακλησία.
Для кожних з чергових зборів призначався особливий рід занять, наприклад, для перших вибори посадових осіб (ἐπιχεφοτονία), звинувачення проти державних злочинців, оголошення про конфісковане майно і про заявлені в суд домагання на спадщину; для других зборів — прохання до народу і пропозиції про помилування; для третіх — переговори з іноземними державами; для четвертих нарешті — релігійні та громадські справи взагалі. Крім того, за правилом, головуючий зборів повинен був заздалегідь оголосити за допомогою плакатів про предмет зборів (προγράφειν ἐκκλησίαν; протилежне: ἐκκλησίας ἀπόγραφος).
У які дні пританії скликались збори і чи скликались у всіх пританіях в один і той же день, не можна сказати. Скликав збори ἐπιστάτης, який обирався серед пританів (πρυτάνεις), пізніше між проедрів (πρόεδροι, див. Буле). Іноді, особливо у воєнні часи, екклесію скликали стратеги. Запрошення через герольдів було необхідним тільки при κατακλησίαι. Місцем зібрання в колишні часи була площа, потім переважно Пнікс, а ще пізніше театр Діоніса, в особливих випадках також театр в Піреї. При вході кожен отримував дощечку, повертаючи яку він отримував плату (ἐκκλησιαστικόν), що складалася з 1, пізніше з 3 оболів. Про недопущення афінян, які не мали права брати участь в зборах, дбали 6 лексіархів та їх служителі. Хто приходив занадто пізно, не отримував плати. Перед відкриттям зборів здійснювалося жертвоприношення і молитва. Потім голова, який скликав збори пропонував предмет на обговорення.
Перш за все відбувалося голосування щодо того, чи хоче народ приєднатися до постанови ради (γνώμην βουλης συμβάλλεσθαι εἰς τόν δημον). Голосування при цьому називалося προχειροτονία. В дебатах, які за цим слідували, якщо висловлювалися за подальше обговорення питання, міг брати участь кожен, хто не підлягав атімії.
Докімасія ораторів обмежувалася виключно розслідуванням, чи володіє оратор усіма громадянськими правами. Офіційних ораторів не існувало, і панувала повна ἰσηγορία, хоча природно, що в усі часи окремі особистості, що відзначалися державною мудрістю і талантом, часто також улюблені народом за красномовство і лестощі демагоги, займалися ораторством як справжнім завданням життя. Щоправда, народні збори були єдиним тереном для діяльності державних людей. На час промови оратор одягав вінок на знак своєї недоторканності. Якщо він ухилявся від предмета мовлення або провинився проти існуючих звичаїв чи законів, то голові було надано видалити його з кафедри й оштрафувати на 50 драхм. При більш тяжких проступки він міг бути відданий для покарання раді або найближчим Народним зборам.
Втім у пізніші часи, коли демагоги задавали всьому тон, постанови ці вже не виконувалися з попередньою суворістю. Оскільки збори не були пов'язаними рішенням (προβούλευμα) ради, то всякому оратор мав право зробити свою власну пропозицію, яка могла бути прямо протилежною до постанови ради. Таку пропозиція вручалося під час зборів головам, які вирішували, чи повинна вона бути запропонована народу для голосування (ἐπιψηφίζειν, ἐπιχειροτονίαν або διαχειροτονίαν διδόναι, ἐπιτρέπειν ψηφίζεσθαι, ἐπάγειν ψηφον).
При цьому тільки один з голів Зборів, принаймні ἐπιστάτης, міг всупереч рішенням інших, з небезпекою накликати на себе έ̓νδειξις, перешкодити голосуванню, якщо пропозиція суперечила законам (як Сократ у процесі стратегів). Крім того кожен у Зборах міг виступити проти оратора, причому під присягою міг заявити (ὑπόμνυσθαι, ὑπωμοσία), що він хоче притягнути до суду того, хто зробив протизаконну пропозицію (παρανόμων). Дозвіл голосувати протизаконну пропозицію міг тягнути за собою атамію.
Голосування відбувалося за допомогою підняття рук — хіротонія (χειροτονειν, χειροτονία), в особистих питаннях, як у суді, за допомогою дощечок або камінців (ψηφοι), звідси ψηφίζεσθαι, що вживалося взагалі в сенсі «голосувати», а постанова називалася псефізмою (ψήφισμα). Вона вносилося в архів, часто вирізувалася на міді або на мармурі. Формулу постанов можна бачити з наступних написів:
| Έδοξεν τη βουλη καί τω δήμω · Κεκροπις ἐπρυτάνευε, Μνησίθεος ἐγραμμάτευε, Εὐπείθης ἐπεστάτει. Καλλίας ειπε (зробив пропозицію) ἀποδιδόναι… |
Іноді до записів додавали час, ім'я архонта, назву пританії. У пізніші часи завжди парктикували вказувати день пританії і навіть день місяця за аттичним календарем.
Після закінчення розгляду справ голова Зборів розпускав їх через глашатая. Відстрочували збори тоді, коли справи не були закінчені або якщо грім чи блискавка або інші лиха заважали продовженню наради.